# Especialidades Cervecera
Especialidades Cerveceras var et tidligere mexikansk bryggeri. Bryggeriet holdt til i Apodaca i delstaten Nuevo León. Bryggeriet var vældig godt kendt for ølmærket Casta. I 2005 blev bryggeriet solgt til storkoncernen Fomento Económico Mexicano, S.A. de C.V og produktionen af Casta blev dermed flyttet til Cervecería Cuauhtémoc Moctezuma i Monterrey.